# Эрикссон, Ларс
Ларс Э́рикссон (швед. Lars Eriksson; 21 сентября 1965, Стокгольм) — шведский футболист, вратарь.

## Карьера

### Клубная
Эрикссон начал свою профессиональную карьеру в столичном клубе «Хаммарбю». Проведя там 50 игр в течение трёх лет, он переходит в Норрчёпинг из одноимённого города. В этом клубе Эрикссон проведёт 5 сезонов, после которых он перейдёт в бельгийский клуб «Шарлеруа».
После одного сезона, проведённого в Бельгии, он подписывает контракт с португальским «Порту». Однако за три года в Португалии он проведёт всего лишь девять игр.
После всего этого в 1998 году Эрикссон возвращается в родной «Хаммарбю», в составе которого в 2001 году он завершает свою карьеру.

### Сборная
С 1988 года Эрикссон играет за сборную команду, однако очень оставался в тени основного шведского вратаря того времени Томаса Равелли.
Ларс принял участие в двух чемпионатах мира в 1990 и 1994, также он участвовал в Чемпионате Европы в 1992 году.
В общей сложности Ларс Эрикссон сыграл 17 игр за сборную.

## Достижения
- Чемпионат мира по футболу: 1994 — третье место.